# Weismain
Weismain (pronunciación en alemán: /ˈvaɪ̯smaɪ̯n/ⓘ) es una ciudad situada en el distrito de Lichtenfels, en el estado federado de Baviera (Alemania), con una población a finales de 2016 de unos 4816 habitantes.
Se encuentra ubicada al norte del estado, en la región de Alta Franconia, cerca de la orilla del río Meno —un afluente derecho del Rin— y de la frontera con el estado de Turingia.